# 石垣島天文台

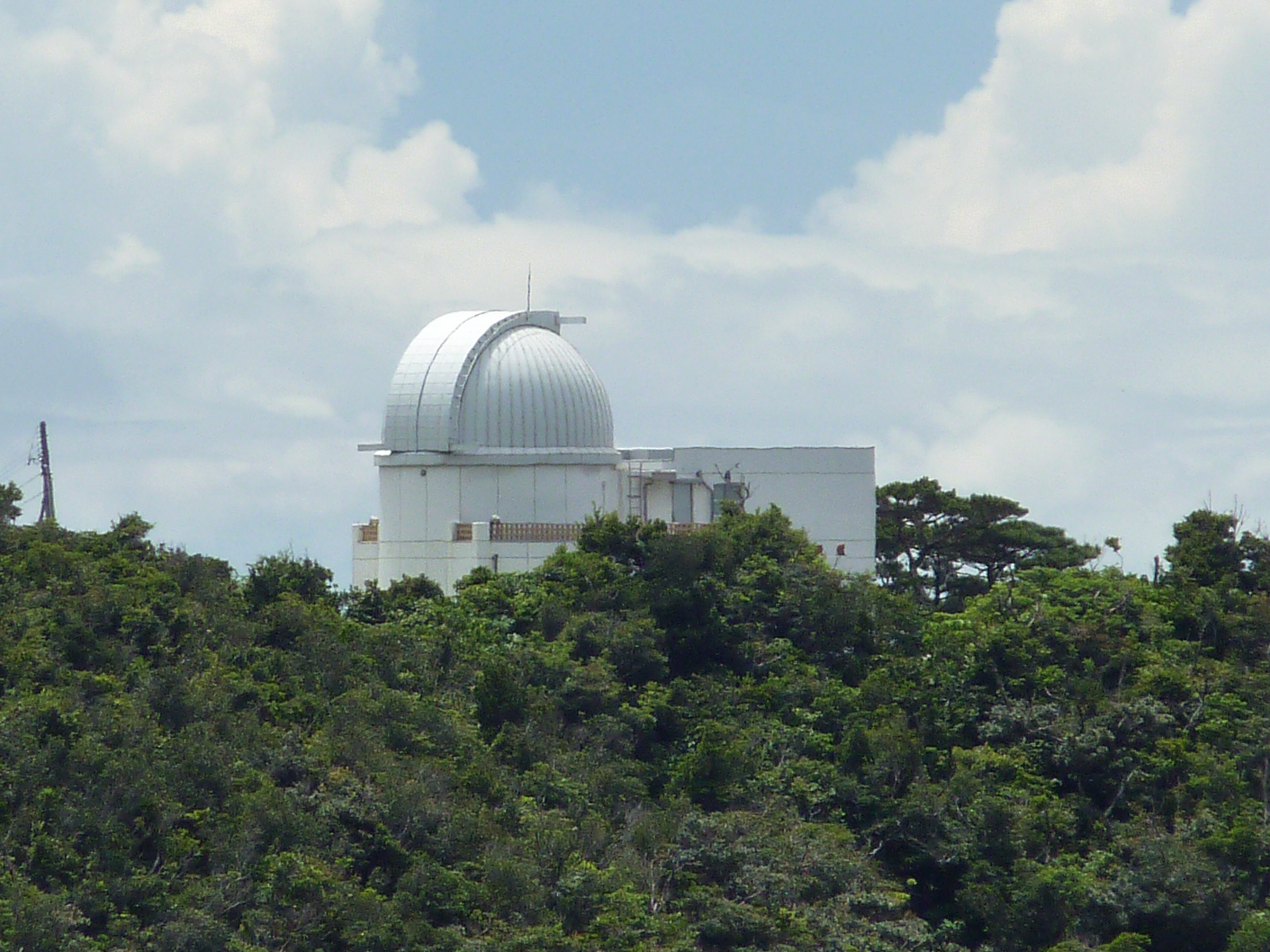
石垣島天文台
石垣島天文台（日语：／）是位於日本沖繩縣石垣市的天文台，由自然科学研究機構国立天文台、石垣市、石垣市教育委員会、特定非營利活動法人八重山星之会、沖繩縣立石垣青少年之家、琉球大学共6間機構組成的協議会運營。
天文台旨在藉由聯合運營這一新的形態，結合終身教育、学校教育，以及與業餘觀測家合作，推進各種活動。天文台白天自由參觀，夜間舉行天体觀望会（見#公開種類）。由於此地緯度低、黄道高，除提供公眾觀星服務外，亦主要圍繞行星科学及太陽系天体進行觀測。
在所有設有大型光学紅外線反射望遠鏡的觀測研究設施中，此設施是日本最西及最南，望遠鏡口径（105cm）亦為九州、沖繩地方中光学望遠鏡最大。

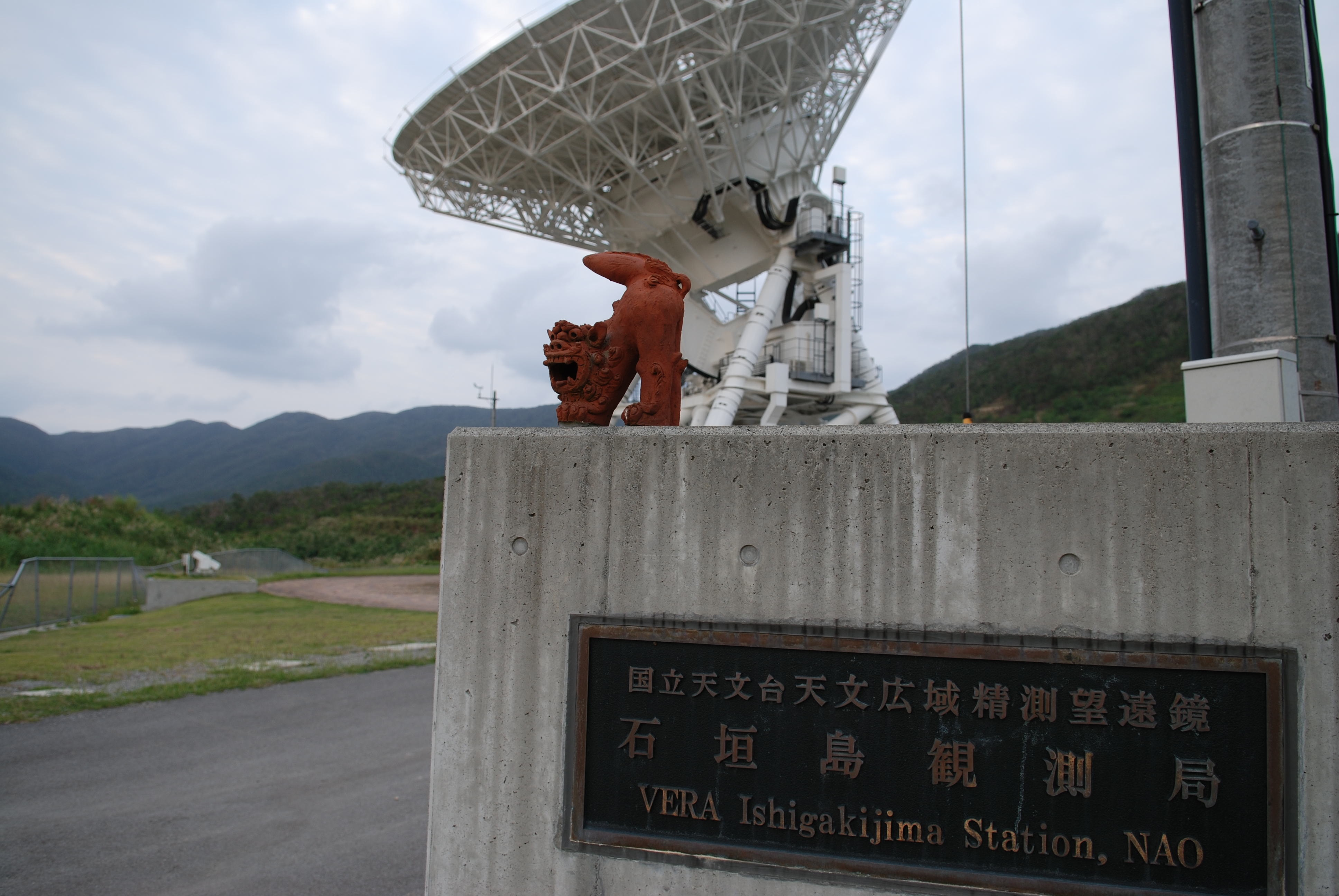
VERA石垣島局

除天文台外，石垣島亦在名藏地区設有VERA石垣島局，為国立天文台水澤VLBI觀測所的觀測点之一，使用相對特長基線干涉測量法（VLBI）觀測。該局主要進行繪製銀河系精密星圖方面的觀測，此外亦進行其他觀測活動，如透過精確測定地殼變動，觀測日本全体的地球板塊運動等。

## 歷史
石垣島的第一座天文觀測設施是建有20m電波望遠鏡的国立天文台VERA石垣島局。VERA最初計劃只在岩手縣奥州市水澤区與石垣島各設置2-4台電波望遠鏡，而到了1980年代初期，野邊山宇宙電波觀測所的45m毫米波電波望遠鏡建成，J-Net（覆蓋日本全土的VLBI觀測網）開始運作，當局亦結合觀測成果及VLBI相關技術發展，決定將2局計劃改為4局系統。由於最初只有水澤、入来、小笠原3個局的預算獲通過，石垣島局直至2002年3月方建成運作，比其他3個局晚了1年。
在石垣市民及八重山星之会爭取下，2004年5月，国立天文台宣布決定在石垣島建設光學紅外線望遠鏡。2006年3月，石垣島天文台在前勢岳山頂建成，4月1日對公眾開放。
2006年9月15日至16日，颱風珊珊吹襲八重山諸島，運作約半年的天文台嚴重受損，白天的公開參觀及夜間的星空觀望会被迫暫停。2007年4月1日，天文台修復完畢，重新提供公眾觀星服務。2007年7月8日，累計來館人數達到1万人，2010年2月21日突破3万人。
2013年，天文台增設「星空學習室」，備有4D2U（4D數碼宇宙）上映系統及口径40cm的赤道儀式望遠鏡等，7月4日起對外界開放。

## 設施
- 圓頂直径8m的觀測設施
  - 觀測室
  - 研究室
  - 望遠鏡圓頂
- 星空學習室（星空学びの部屋）

### 天文望遠鏡
昵称（Murikabushi）。沖繩方言，意為「星群」，指「昴宿」（昴宿星團）。
105cm光学紅外反射望遠鏡（西村製作所製造）
- 性能
  - 光学形式：里奇-克萊琴反射式
  - 有效口径：105cm
  - 合成焦比：F12
  - 焦点系統：
    - 卡塞格林焦点（研究用） - 裝載冷却CCD相機，對天体進行光度測定時使用。
    - 內氏焦点1（觀星用） - 觀望会等觀星時使用的焦点。
    - 內氏焦点2（研究用） - 裝有光譜儀等儀器，可進行光譜觀測。

  - 架台：經緯儀方式
  - 控制：自動控制
  - 觀測時驅動範圍：高度角 15-88度角，方位角 真南±270度角
  - 圓頂直径：8m 觀測時自動追蹤望遠鏡

觀星用焦点裝有的接目鏡為普通目鏡，觀星時有電腦自動控制。研究用焦点裝有3色同時測光相機等裝置。

## 觀測所使用状況

### 研究觀測
- 主要觀測太陽系内行星、彗星、小行星等天体[16]。
- 同時觀測瞬變天文事件，如聯合國際觀測網絡對伽瑪射線暴進行確認觀測[16]。

### 一般觀測
- 八重山星之会主辦，利用望遠鏡口径優勢對行星、星雲、星團進行肉眼觀測。同會同時負責一般觀望会的解說。

## 地點
- 〒907-0024 沖繩縣石垣市新川1024-1
- 交通：新石垣機場起駕車40分[17]。無公共交通。

## 公開種類
- 設施參觀（免費，無需預約。星期一、星期二閉館（假日時開館，閉館日順延至星期三）。10:00〜17:00。）[2]
- 4D2U上映会（免費，需預約。開館日15:00〜15:30）
- 天体觀望会（免費，需預約。星期六、星期日及假日舉辦。需事先申請，限額約30人[註 2]，可選2個時間段：19:30〜20:00、20:30〜21:00。時間段隨季節變動。）[2]
- 美星導覽遊（。收費，需預約。工作日舉辦。20:30〜21:30。含天体觀望会及4D2U觀賞。）[2]

入口至圓頂為無障礙環境，輪椅使用者亦可前往望遠鏡處觀測。

## 相關天体（含VERA石垣島局）
- 小行星13989 Murikabushi（むりかぶし） - 即小行星序號13989的小行星，由關勉發現。名稱來源於「Murikabushi望遠鏡」[18]。
- 小行星372024 Ayapani（あやぱに，綾羽） - 2008年石垣島天文台主辦的研究体驗会上，由一名高中生發現[19]。
- 小行星10179 Ishigaki（石垣） - 由小林隆男發現，依国立天文台建議，以VERA局所在地命名[20]。

## 脚注

## 外部連結
- 国立天文台 （页面存档备份，存于）
  - 石垣島天文台 （页面存档备份，存于）
  - VERA石垣局
- 琉球大学 （页面存档备份，存于）
- 石垣市
  - 石垣市教育委員会
- 沖繩縣立石垣青少年之家
- 八重山星之会 （页面存档备份，存于）

24°22′24.9″N 124°8′21.8″E / 24.373583°N 124.139389°E